# Skoki do wody na Letnich Igrzyskach Olimpijskich 1908 – skoki standardowe z wieży mężczyzn

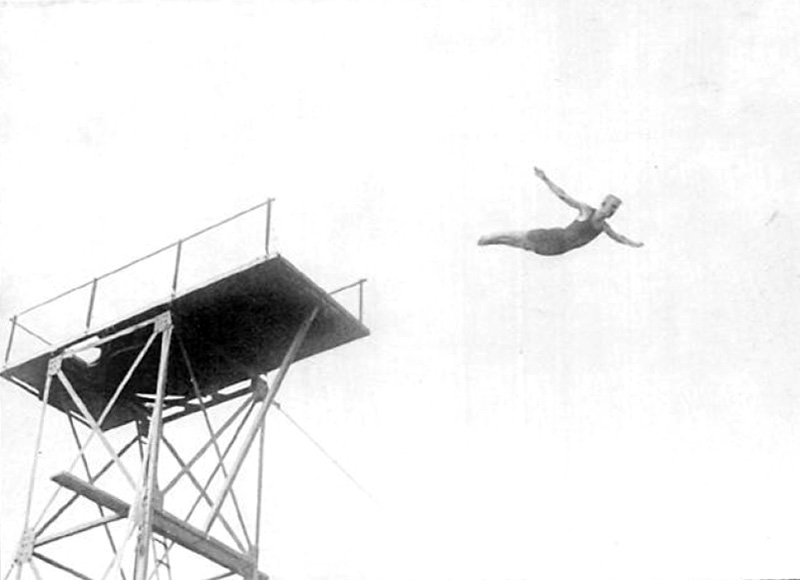
Wieża do skoków do wody

Skoki z wieży były jedną z konkurencji w skokach do wody na Letnich Igrzyskach Olimpijskich 1908. Zawody odbyły się w dniach 20-24 lipca. W zawodach uczestniczyło 24 zawodników z 6 państw.
Zawodnicy skakali z wieży umieszczonej na wysokości 5m i 10m. Każdy zawodnik wykonał 7 skoków: 4 obowiązkowe i 3 opcjonalne. Po dwa skoki obowiązkowe oddano z wież na wysokości 5m i 10m. Skoki opcjonalne oddawano z wieży umieszczonej na wysokości 10m.

## Wyniki

### Runda 1
Dwóch najlepszych zawodników z każdej grupy awansował do półfinałów.

#### Grupa 1
| Miejsce | Zawodnik         | Wynik |
| ------- | ---------------- | ----- |
| 1       | George Gaidzik   | 81.8  |
| 2       | Harold Goodworth | 76.0  |
| 3       | Erik Adlerz      | 74.1  |
| 4       | Oskar Wetzell    | 69.7  |
| 5       | James Aldous     | 68.0  |

#### Grupa 2
| Miejsce | Zawodnik          | Wynik |
| ------- | ----------------- | ----- |
| 1       | Hjalmar Johansson | 78.4  |
| 2       | Karl Malmström    | 73.95 |
| 3       | William Hoare     | 65.2  |
| 4       | Joseph Huketick   | DNF   |

#### Grupa 3
| Miejsce | Zawodnik          | Wynik |
| ------- | ----------------- | ----- |
| 1       | Hilmer Löfberg    | 68.9  |
| 2       | Heinz Freyschmidt | 67.3  |
| 3       | Sigfrid Larsson   | 64.8  |
| 4       | William Webb      | 57.7  |
| 5       | Thomas Collins    | 56.5  |

#### Grupa 4
| Miejsce | Zawodnik         | Wynik |
| ------- | ---------------- | ----- |
| 1       | Arvid Spångberg  | 79.2  |
| 2       | Harald Arbin     | 76.8  |
| 3       | George Cane      | 73.1  |
| 4       | Gunnar Vingqvist | 65.7  |

#### Grupa 5
| Miejsce | Zawodnik          | Wynik |
| ------- | ----------------- | ----- |
| 1       | Robert Andersson  | 73.55 |
| 2       | Toivo Aro         | 69.5  |
| 3       | Harold Grote      | 62.8  |
| 4       | Axel Runström     | 57.6  |
| 5       | Fritz Nicolai     | 54.5  |
| 6       | Thomas Harrington | 53.15 |

### Półfinały
Dwóch najlepszych zawodników awansowało do finału. Po złożeniu protestu przez Gaidzik'a dołączono go do finału.

#### Półfinał 1
| Miejsce | Zawodnik        | Wynik |
| ------- | --------------- | ----- |
| 1       | Arvid Spångberg | 72.3  |
| 2       | Karl Malmström  | 67.0  |
| 3       | Toivo Aro       | 62.7  |
| 4       | Hilmer Löfberg  | 59.18 |
| 5       | Harald Arbin    | 52.81 |

#### Półfinał 2
| Miejsce | Zawodnik          | Wynik |
| ------- | ----------------- | ----- |
| 1       | Hjalmar Johansson | 80.75 |
| 2       | Robert Andersson  | 66.75 |
| 3       | George Gaidzik    | 61.0  |
| 4       | Harold Goodworth  | 59.48 |
| 5       | Heinz Freyschmidt | 48.8  |

### Finał
| Miejsce | Zawodnik          | Wynik |
| ------- | ----------------- | ----- |
| 1       | Hjalmar Johansson | 83.75 |
| 2       | Karl Malmström    | 78.73 |
| 3       | Arvid Spångberg   | 74.00 |
| 4       | Robert Andersson  | 68.30 |
| 5       | George Gaidzik    | 56.30 |